# Cleora amamiensis
Cleora amamiensis là một loài bướm đêm trong họ Geometridae.